# Bướm bạc cánh dài
Bướm bạc cánh dài, tên khoa học Mussaenda longipetala, là một loài thực vật có hoa trong họ Thiến thảo. Loài này được H.L.Li mô tả khoa học đầu tiên năm 1943.